# Старостина, Елена Сергеевна
Елена Сергеевна Старостина (род. 19 мая 1964, Саратов, РСФСР, СССР) — советская и российская театральная актриса, педагог. Заслуженная артистка Российской Федерации (1998).

## Биография
Родилась 19 мая 1964 года в Саратове.
Училась в Саратовском академическом театре драмы имени И. А. Слонова, который в 1982 году окончила. Мастерами курса были такие артисты, как А. И. Дзекун и В. А. Ермакова. С 1982 года стала постоянной артисткой в Пермском академическом театре драмы (Театр-Театр). С 1997 года по 2019 год преподавала мастерство актёра в Пермском государственном хореографическом училище. В 1998 году Елене Старостиной было присвоено звание заслуженной артистки Российской Федерации.
С 2007 года по 2011 год Старостина работала доцентом кафедры «Мастерство актёра» Пермского государственного института искусства и культуры. С 2022 года — мастер заочного курса студентов по направлению «Мастерство актёра» Пермского государственного института искусства. С 2011 года -директор Пермского Дома Актёра ПО СТД РФ. С 2021 года — общественный заместитель председателя правления Пермского отделения Союза театральных деятелей.

## Звания и награды
- Заслуженная артистка Российской Федерации (1998)[1].
- Диплом 40-го областного смотра «Театральная весна» (1998)[6].
- Почётная грамота СТД РФ за большой вклад в развитие театрального искусства (2002)[6].
- Диплом (номинация «Примадонна») фестиваля «Женщины Перми» (2004)[6].
- Почётная грамота Министерства культуры и массовых коммуникаций Российской Федерации (2006)[6].
- Благодарственное письмо Председателя ЗС Пермского края (2007)[6].
- «Человек года» в номинации «Культура» по версии слушателей радиостанции «Эхо Москвы» и экспертов в Перми (2013)[6].
- Лауреат Краевой премии в области культуры и искусства (2017)[6].
- Лауреат XIV краевого фестиваля-конкурса профессиональных театров Пермского края «Волшебная кулиса» — «Лучшая женская роль второго плана» за исполнение роли Турусиной в спектакле «На всякого мудреца довольно простоты» (2017)[6].
- Почётная грамоты Министерства культуры Удмуртской Республики (2021)[6].
- Благодарственное письмо Губернатора Пермского края (2022)[6].
- Юбилейная медаль «Во славу и развитие Перми», к 300-летию краевой столицы (2023)[6].
- Номинация на «Строгановскую премию» — «За высокие достижения в области культуры и искусства» (2024)[6].
- Премия имени народной артистки СССР Лидии Мосоловой за лучшую актёрскую работу в жанре драматического искусства за исполнение роли Валентины Александровны в спектакле «Гостиница „Центральная“» (Пермь, 2025)[6].

## Творчество
Пермский академический театр драмы:
- Жена Меннерса — Алые паруса
- Габи — Восемь женщин
- Валентина Александровна, педагог хореографического училища — Гостиница Центральная
- Амалия, мать Лары, Амалия — Доктор Живаго
- Бернарда — Дом Бернарды Альбы
- Ханна — Карлик Нос
- Элоиза, вторая жена Вильфора — Монте-Кристо (Я — Эдмон Дантес)
- Нина Андреевна — О том, как Сергей Сергеевич прославиться хотел
- Сэндра — А этот выпал из гнезда
- Адриенна — Адриенна Лекуврер
- Матрона — Адская машина
- Княгиня Щербатская — Анна Каренина
- Ольга — Антракт
- Анна Павловна Шерер, фрейлина вдовствующей императрицы Марии Фёдоровны — Бал. Наташа Ростова. Граф Толстой
- Коринкина — Без вины виноватые
- Массовые сцены/эпизоды — Бесконечная история
- Чебоксарова — Бешеные деньги
- Маша — Вдовий пароход
- Анна — Виндзорские насмешницы
- Анна Андреевна — Владимирская площадь
- Кот Баюн — Всё как в сказке
- Адриадна — Гнездо глухаря
- Хлестова, Княжна — Горе от ума
- Горничная — Деревья умирают стоя
- Лавиния — Джулия Фарнезе
- Глория — Дорогая Памела
- Валентина — Дыра
- Маргарита — Женись и управляй женой
- Елена Васильевна — Женитьба Белугина
- Массовые сцены/эпизоды — Жизнь человека
- Массовые сцены/эпизоды — Именинница
- Людмила — Кабанчик
- Фру Линне — Кукольный дом
- Мать Жени — Лирическая хроника боевых действий расчёта гвардейского миномёта ПМ-38
- Преполовенская — Мелкий бес
- Наталья Петровна — Месяц в деревне
- Мария Манчини — Молодость Людовика XIV
- Наташа — Музыканты
- Софья Игнатьевна Турусина — На всякого мудреца довольно простоты
- Массовые сцены/эпизоды — Не был, не стоял, не участвовал
- Лариса — Не было ни гроша, да вдруг алтын
- Лаура — Нежданный друг
- Королева — Нельская башня
- Флоренс — Охота в альпах
- Ирина — Подари мне лунный свет
- Голда, его жена — Поминальная молитва
- Марта — Постоянная жена
- Варя — Разгром
- Софи — Реквием по Гренаде
- Аполлинария Панфиловна — Сердце не камень
- Хозяйка медной горы — Сказки девушки Бажова
- Баба Яга — Снегурушка
- Снежная Королева, Принцесса — Снежная королева
- Елена — Сон в летнюю ночь
- Кристина — Средство Макропулоса
- Ала — Танго
- Леди Бэлтхэм — Фантомас
- Мирандолина — Хозяйка гостиницы
- Массовые сцены/эпизоды — Цветочница
- Аркадина — Чайка
- Донна Ливия — Честный авантюрист
- Ольга Павловна, его жена — Чужой ребёнок
- Королева — Щелкунчик. Принцесса Пирлипат